# Craig Johnston
Craig Johnston (Johannesburg, 1960. június 25. –) korosztályos angol válogatott ausztrál labdarúgó, középpályás. Visszavonulása után üzletemberként és újítóként  tevékenykedett. Az Adidas Predator labdarúgócipőjének a prototípusának a kifejlesztője.

## Pályafutása

### Klubcsapatban
Johnston Dél-Afrikában született ausztrál szülők gyermekeként. A Lake Macquarie City és a Sydney City korosztályos csapatában kezdte a labdarúgást. 1975 és 1977 között az angol Middlesbrough ifjúsági csapatában nevelkedett. 1977 és 1981 között a Middlesbrough labdarúgója volt, de közben 1978-ben az ausztrál Newcastle KB együttesében játszott kölcsönben. 1981 és 1988 között a Liverpool labdarúgója volt. 1982-ben ismét kölcsönben a Newcastle KB csapatában is szerepelt. A Liverpoollal öt angol bajnoki címet és egy kupagyőzelmet szerzett. Tagja volt az 1983–84-es idényben BEK-győztes és az 1984–85-ös idényben BEK-döntős csapatnak.

### A válogatottban
1980–81-ben két alkalommal szerepelt az angol U21-es válogatottban

## Sikerei, díjai
Liverpool FC
- Angol bajnokság (First Division)
  - bajnok (5): 1981–82, 1982–83, 1983–84, 1985–86, 1987–88
- Angol kupa (FA Cup)
  - győztes: 1986
  - döntős: 1988
- Angol ligakupa
  - győztes (2): 1982–83, 1983–84
- Angol szuperkupa (FA Charity Shield)
  - győztes: 1986
- Bajnokcsapatok Európa-kupája (BEK)
  - győztes: 1983–84
  - döntős: 1984–85